# Фред (футболист, 1993)
Фредери́ко Родри́гес де Па́ула Са́нтос (порт.-браз. Frederico Rodrigues de Paula Santos; родился 5 марта 1993, Белу-Оризонти, Бразилия), более известный как Фред (порт.-браз. Fred) — бразильский футболист, полузащитник турецкого клуба «Фенербахче». Выступал за сборную Бразилии. Участник чемпионата мира 2022.
Воспитанник «Интернасьонала», с которым дважды выиграл чемпионат штата Риу-Гранди-ду-Сул в 2012 и 2013 годах. Летом 2013 года перешёл в «Шахтёр», с которым выиграл десять титулов, включая три титула чемпиона в украинской Премьер-лиге, и три победы в национальном кубке. Летом 2018 года стал игроком английского клуба «Манчестер Юнайтед», который заплатил за его трансфер 47 млн фунтов.

## Клубная карьера
Заниматься футболом он начинал в «Атлетико Минейро», но позже транзитом через «Порту-Алегри» оказался в «Интернасьонале». На профессиональном уровне дебютировал за «Интер» в 2012 году. Проведя за «Колорадос» 33 матча в чемпионате Бразилии и забив 7 голов (также он сыграл в 2012—2013 гг. в 20 матчах Лиги Гаушу и забил 2 гола), Фред привлёк к себе внимание многих зарубежных и бразильских клубов.

### «Шахтёр»
26 июня 2013 года подписал пятилетний контракт с украинским «Шахтёром». Трансферная стоимость Фреда составила 15 миллионов евро. Дебютировал за «Шахтер» 27 июня 2013 года в матче против петербуржского «Зенита» в Объединённом турнире. В первом официальном матче сделал «дубль» в ворота одесского «Черноморца» (3:1) в матче за Суперкубок Украины. После прихода Фреда в клуб «Шахтёр» выиграл чемпионат Украины.

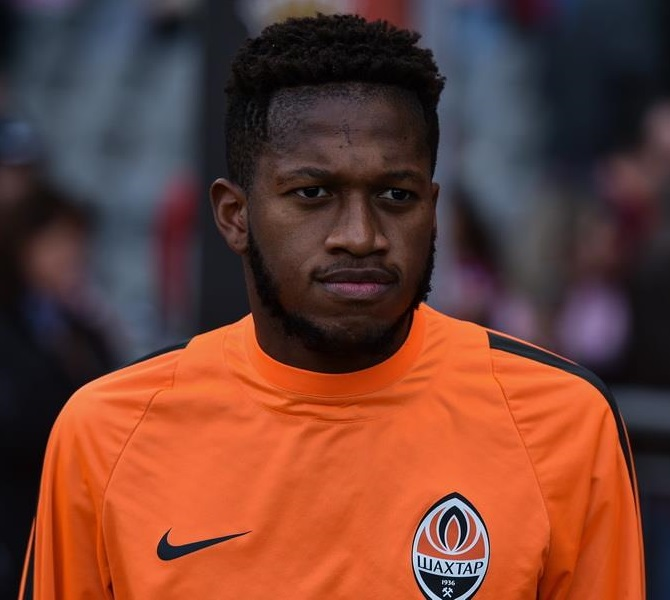
Фред в донецком «Шахтёре»

Летом 2015 года появилась новость о том, что в крови бразильца обнаружили запрещенный препарат гидрохлортиазид, и игрока должны были дисквалифицировать на два года. Однако, после апелляции и долгих обсуждений между ВАДА и КОНМЕБОЛ, срок сократили до 1 года и бразилец вернулся в игру 27 июня 2016 года, после чего продлил контракт с донецким клубом на 5 лет. В сезоне 2016/17 Фред помог «Шахтёру» победить в чемпионате, Кубке и Суперкубке Украины. В сезоне 2017/18 в рамках группового этапа Лиги чемпионов Фред был одним из лучших в команде, и помог своему клубу выйти из группы, включавшей «Наполи», «Манчестер Сити» и «Фейеноорд» (Шахтёр занял второе место).
В зимнее трансферное окно 2017/18 Фред заинтересовал ряд английских грандов. «Манчестер Сити» был готов заплатить за полузащитника 45 миллионов фунтов (около 51,7 миллиона евро). Возможность приобретения бразильца в январе также рассматривал «Манчестер Юнайтед». Позже генеральный директор «Шахтёра» Сергей Палкин рассказал о переговорах с манчестерскими клубами о трансфере Фреда:
Переговоры велись, однако мы не смогли договориться по цене: Фред является одним из ключевых футболистов на поле, поэтому должен стоить на порядок больше. Я считаю, что сегодня в Европе только несколько топ-клубов могут похвастаться такими футболистами. Процесс идет, интерес присутствует и по сей день.
21 февраля 2018 года в первом матче 1/8 финала Лиги чемпионов против «Ромы» Фред забил со штрафного и принёс своей команде победу.

### «Манчестер Юнайтед»
5 июня 2018 года английский клуб «Манчестер Юнайтед» объявил о достижении соглашения с «Шахтёром» о трансфере Фреда. 21 июня трансфер был завершён, Фред подписал с клубом пятилетний контракт. Сумма трансфера составила 47 млн фунтов. 29 июля Фред провел первый поединок в составе «красных дьяволов». Бразилец вышел на замену вместо Хуана Маты на 71-й минуте встречи против «Ливерпуля» (1:4) в рамках Международного Кубка чемпионов. 10 августа вышел в стартовом составе матча-открытия сезона против «Лестера» (2:1). Для бразильца этот матч стал дебютным в Премьер-лиге. На 54-й минуте бразильский хавбек получил жёлтую карточку за симуляцию. На 76-й минуте вместо экс-игрока «Шахтёра» на поле вышел Скотт Мактоминей. По оценкам авторитетного статистического портала, игрок сборной Бразилии стал худшим в составе своей команды. 22 сентября в домашнем матче против «Вулверхэмптона» (1:1) забил свой первый гол за «МЮ». Бразилец стал пятисотым игроком, забившим за «Манчестер Юнайтед».

### «Фенербахче»
13 августа турецкий клуб «Фенербахче» объявил о трансфере Фреда. Бразилец подписал четырёхлетний контракт. Сумма трансфера составила 10 млн евро, ещё 5 млн евро предусмотрены в виде бонусов.

## Карьера в сборной
12 ноября 2014 года Фред дебютировал за сборную Бразилии в товарищеском матче против национальной команды Турции (4:0). Из-за травмы Луиса Густаво Фред был вызван в состав сборной Бразилии на Кубок Америки 2015 в Чили.
В мае 2018 года Фред был включён в окончательную заявку сборной Бразилии на чемпионат мира 2018 года в России главным тренером Тите.

### Матчи за сборную
| Матчи и голы Фреда за национальную сборную Бразилии | Матчи и голы Фреда за национальную сборную Бразилии | Матчи и голы Фреда за национальную сборную Бразилии | Матчи и голы Фреда за национальную сборную Бразилии | Матчи и голы Фреда за национальную сборную Бразилии | Матчи и голы Фреда за национальную сборную Бразилии | Матчи и голы Фреда за национальную сборную Бразилии |
| №                                                   | Дата                                                | Соперник                                            | Место проведения                                    | Счёт                                                | Голы Фреда                                          | Соревнование                                        |
| --------------------------------------------------- | --------------------------------------------------- | --------------------------------------------------- | --------------------------------------------------- | --------------------------------------------------- | --------------------------------------------------- | --------------------------------------------------- |
| 1                                                   | 12 ноября 2014                                      | Турция                                              | Олимпийский стадион, Стамбул                        | 4:0                                                 |                                                     | Товарищеский матч                                   |
| 2                                                   | 18 ноября 2014                                      | Австрия                                             | Эрнст Хаппель, Вена                                 | 2:1                                                 |                                                     | Товарищеский матч                                   |
| 3                                                   | 7 июня 2015                                         | Мексика                                             | Альянц Парк, Сан-Паулу                              | 2:0                                                 |                                                     | Товарищеский матч                                   |
| 4                                                   | 10 июня 2015                                        | Гондурас                                            | Бейра-Рио, Порту-Алегри                             | 1:0                                                 |                                                     | Товарищеский матч                                   |
| 5                                                   | 14 июня 2015                                        | Перу                                                | Херман Бекер, Темуко                                | 2:1                                                 |                                                     | Кубок Америки 2015. Групповой этап                  |
| 6                                                   | 17 июня 2015                                        | Колумбия                                            | Монументаль Давид Арельяно, Макуль                  | 0:1                                                 |                                                     | Кубок Америки 2015. Групповой этап                  |
| 7                                                   | 23 марта 2018                                       | Россия                                              | Лужники, Москва                                     | 3:0                                                 |                                                     | Товарищеский матч                                   |
| 8                                                   | 3 июня 2018                                         | Хорватия                                            | Энфилд, Ливерпуль                                   | 2:0                                                 |                                                     | Товарищеский матч                                   |

Итого: 8 матчей / 0 голов; 7 побед, 0 ничьих, 1 поражение.

## Статистика выступлений
| Клуб              | Сезон            | Лига | Лига | Кубок страны | Кубок страны | Кубок лиги | Кубок лиги | Еврокубки | Еврокубки | Прочие | Прочие | Итого | Итого |
| Клуб              | Сезон            | Игры | Голы | Игры         | Голы         | Игры       | Голы       | Игры      | Голы      | Игры   | Голы   | Игры  | Голы  |
| ----------------- | ---------------- | ---- | ---- | ------------ | ------------ | ---------- | ---------- | --------- | --------- | ------ | ------ | ----- | ----- |
| Интернасьонал     | 2012             | 28   | 6    | 0            | 0            | —          | —          | —         | —         | 5      | 0      | 33    | 6     |
| Интернасьонал     | 2013             | 5    | 1    | 2            | 0            | —          | —          | —         | —         | 15     | 1      | 22    | 2     |
| Интернасьонал     | Итого            | 33   | 7    | 2            | 0            | —          | —          | 0         | 0         | 20     | 1      | 55    | 8     |
| Шахтёр            | 2013/14          | 23   | 2    | 3            | 0            | —          | —          | 4         | 0         | 1      | 2      | 31    | 4     |
| Шахтёр            | 2014/15          | 22   | 1    | 6            | 0            | —          | —          | 7         | 0         | 0      | 0      | 35    | 1     |
| Шахтёр            | 2015/16          | 12   | 2    | 0            | 0            | —          | —          | 10        | 0         | 1      | 0      | 23    | 2     |
| Шахтёр            | 2016/17          | 18   | 2    | 0            | 0            | —          | —          | 10        | 1         | 1      | 1      | 29    | 4     |
| Шахтёр            | 2017/18          | 26   | 3    | 3            | 0            | —          | —          | 8         | 1         | 0      | 0      | 37    | 4     |
| Шахтёр            | Итого            | 101  | 10   | 12           | 0            | —          | —          | 39        | 2         | 3      | 3      | 155   | 15    |
| Манчестер Юнайтед | 2018/19          | 17   | 1    | 1            | 0            | 1          | 0          | 6         | 0         | —      | —      | 25    | 1     |
| Манчестер Юнайтед | 2019/20          | 29   | 0    | 6            | 0            | 4          | 0          | 9         | 2         | —      | —      | 48    | 2     |
| Манчестер Юнайтед | 2020/21          | 30   | 1    | 3            | 0            | 3          | 0          | 12        | 0         | —      | —      | 48    | 1     |
| Манчестер Юнайтед | 2021/22          | 28   | 4    | 2            | 0            | 0          | 0          | 6         | 0         | 0      | 0      | 36    | 4     |
| Манчестер Юнайтед | 2022/23          | 35   | 2    | 5            | 2            | 6          | 1          | 9         | 1         | 0      | 0      | 55    | 6     |
| Манчестер Юнайтед | Итого            | 139  | 8    | 17           | 2            | 14         | 1          | 42        | 3         | —      | —      | 212   | 14    |
| Всего за карьеру  | Всего за карьеру | 273  | 25   | 31           | 2            | 14         | 1          | 81        | 5         | 23     | 4      | 422   | 37    |

## Достижения

### Командные достижения
«Интернасьонал»
- Чемпион штата Риу-Гранди-ду-Сул (2): 2012, 2013

«Шахтёр» (Донецк)
- Чемпион Украины (3): 2013/14, 2016/17, 2017/18
- Второе место в чемпионате Украины: 2014/15, 2015/16
- Обладатель Кубка Украины: 2017/18
- Обладатель Суперкубка Украины (2): 2013, 2015

«Манчестер Юнайтед»
- Обладатель Кубка Английской футбольной лиги: 2022/23
- Финалист Лиги Европы УЕФА: 2021

Сборная Бразилии
- Финалист Кубка Америки: 2021

### Личные достижения
- Входит в состав символической сборной года Лиги Европы УЕФА: 2019/20[28]